# Kuglebænkebider
Kuglebænkebideren (Armadillidium vulgare) er den eneste af de 27 forskellige arter af bænkebidere, som lever i Danmark, der kan rulle sig sammen som en kugle. De er en del af isopoder-ordenen.
De lever i skovbunden, hvor de spiser nedbrudt træ og andet råddent organisk materiale.
Dens naturlige fjender er edderkopper og pindsvin.